# Берлин (ТВ серија)
Берлин (шп. Berlín) шпанска је телевизијска серија коју су створили Алекс Пина и Естер Мартинез Лобато за Netflix. Преднаставак је серије Кућа од папира. Прати живот Андреса де Фонољосе, познатог као Берлин, пре догађаје из прве и друге сезоне серије Кућа од папира.

## Радња
Много година пре догађаја из серије Кућа од папира, Берлин је извео једну од највећих пљачки, укравши 44 милиона евра у драгуљима.. Он је до тада био вођа криминалне банде коју чине: Кејла, Дамијана, Камерон, Брус и Рој. Ствари се компликују када се, док шпијунира жртву да јој планира да порметне пљачку, заљуби у његову супругу.

## Улоге
| Глумац           | Улога                       |
| ---------------- | --------------------------- |
| Педро Алонсо     | Андрес де Фонољоса / Берлин |
| Саманта Сикеирос | Камиј                       |
| Тристан Уљоа     | Дамијан                     |
| Мишел Џенер      | Кејла                       |
| Бегоња Варгас    | Камерон                     |
| Хулио Пења       | Рој                         |
| Џоел Санчез      | Брус                        |
| Маси Родригез    | Суси                        |